# 社会批評社
株式会社社会批評社（しゃかいひひょうしゃ）は、1990年に設立された日本の出版社。
ノンフィクションを中心とする版元であり、社名にもあるとおり社会批評を扱った書籍を多く扱う。社名の類似する批評社、社会評論社、評論社、社会思想社とは無関係である。

## 概要
設立者かつ現在の代表者は、「反戦自衛官」として知られていた小西誠である。自衛隊・平和に関する書籍が多い。最近ではグアムやサイパン、テニアンなどの戦跡ガイドなどの平和関連図書も出版している。また、小西自身の運動の経験から、社会運動・組織論全般の研究・出版も行っている。また、同社ウェブサイトや掲示板・ブログ・Facebook・Twitterなどを通じて情報発信を行っている。
それらに加え、最近の同社で注目されるのが、トランスジェンダー・同性パートナーなどのマイノリティに関する著作である。また、教育や労働問題・原発問題、さらにはパチンコ依存症や医療関係の出版にも力を入れるなど、社会派出版としても期待される。
また、2013年からは、兵隊作家・火野葦平の「兵隊シリーズ」の復刻にも力を入れ、『土と兵隊　麦と兵隊』『花と兵隊』『密林と兵隊』『海と兵隊　悲しき兵隊』『革命前後（上下巻）』など、火野葦平戦争文学選全7巻を刊行している。
同社では、協同・自費出版サービスも行っている。

## 主な執筆者
- 水木しげる
- 遠藤誠
- 宗像基
- 増山麗奈
- 志葉玲
- 米沢泉美
- 赤杉康伸
- 藤原彰

- 渡邉修孝
- 武建一
- 脇田憲一
- 白井朗
- 小西誠
- いいだもも
- れんだいこ
- 石埼学

- 知花昌一
- 増田都子
- 若宮健
- 生田あい
- 定塚甫
- 松永憲生
- 池内ひろ美
- 根津進司

- 池森憲一
- 星広志
- 火野葦平
- 志村建世
- 来栖宗孝
- 備仲臣道
- 岡井健
- 久保友仁
- 小川杏奈
- 清水花梨